# Telex (kiểu gõ)
Telex (TELEX) là một kiểu gõ tiếng Việt theo hình thức bỏ dấu của tín hiệu điện tín tiếng Việt, khi nhập văn bản vào từ bàn phím quốc tế. Kiểu gõ này dựa trên quy ước thể hiện tiếng Việt trên máy telex, gọi là quy ước telex.
Khi nhập văn bản theo quy ước Telex trên bàn phím quốc tế, phần mềm tự động chuyển các cụm chữ từ quy ước này sang chữ cái đặc biệt hay dấu thanh tương ứng trong font chữ tiếng Việt đang dùng.

## Lịch sử
Kiểu gõ Telex, còn gọi là Quốc ngữ điện tín, có nguồn gốc từ quy ước thể hiện tiếng Việt trên văn bản gửi qua máy telex (máy điện tín), ra đời ở Việt Nam từ những năm 1920-1930 khi có nhu cầu chuyển điện tín qua bưu điện. Dịch vụ điện tín lúc đó hoạt động trên các máy móc và cơ sở hạ tầng chế tạo tại những nước không dùng tiếng Việt, và chỉ hoạt động với bảng chữ cái Latin cơ bản. Giải pháp để đọc tiếng Việt trên bức điện tín chỉ chứa chữ Latin thông thường là dùng quy ước Telex. Học giả Nguyễn Văn Vĩnh được cho là người đã nghĩ ra cách gõ này.
Kiểu gõ Telex được đưa vào máy tính đầu tiên qua phần mềm VietStar. Sau đó được phát triển thêm qua phần mềm BKED của Quách Tuấn Ngọc (như z, ] thành ư, [ thành ơ...). Sau này phổ biến với bộ gõ VietKey, Vietres (chạy dưới DOS) và UniKey.
Windows 10 version 1903 đã chính thức hỗ trợ kiểu gõ Telex và VNI.

## Quy ước telex
Cơ sở của quy ước này là thể hiện các chữ Latinh trong tiếng Việt mà không có trong tiếng Anh (ă, â, ê, ô, ơ, ư, đ) bằng cách lặp lại chữ cái gốc hai lần hoặc thêm chữ cái w ngay sau chữ cái gốc (để được chữ cái đặc biệt) và/hoặc thêm vào cuối từ một trong các chữ cái f, r, x, s, j (để thể hiện dấu thanh). Đây là những cách viết không xuất hiện trong chính tả tiếng Việt thông thường (ngoại trừ trường hợp "oo" ), do đó không gây nhầm lẫn với từ có nghĩa (w, f, và j không có trong bảng chữ cái tiếng Việt), tuy nhiên sẽ bất lợi nếu viết một văn bản có lẫn lộn, xen kẽ tiếng Việt và ngoại ngữ khác. Quy ước này hoàn toàn chỉ sử dụng các chữ cái trong bảng chữ cái Latin cơ bản để thể hiện tiếng Việt.
| Cách viết | Chữ cái đặc biệt | Ví dụ      | Kết quả |
| --------- | ---------------- | ---------- | ------- |
| aw        | ă                | trawng     | trăng   |
| aa        | â                | caan       | cân     |
| dd        | đ                | ddaau      | đâu     |
| ee        | ê                | ddeem      | đêm     |
| oo        | ô                | nhoo       | nhô     |
| ow        | ơ                | mow        | mơ      |
| uw hoặc w | ư                | tuw hay tw | tư      |

## Quy ước thêm trong bộ gõ trên máy tính
Để thuận tiện trong việc gõ văn bản trong máy tính, một số quy ước được thêm hỗ trợ việc nhập liệu thuận tiện hơn.

### Hủy dấu đã gõ
Hiện nay đa số các phần mềm bỏ dấu đều có chức năng hủy dấu đã bỏ vào chữ cái khi gõ thêm "z" đằng sau, ví dụ gõ "asz" sẽ được "a". Ngoài ra, dấu cũng có thể được hủy bằng cách gõ lặp lại ký tự của dấu đó hoặc (sửa dấu), ví dụ gõ "beeer" sẽ được "beer", gõ "herr" sẽ được "her." Điều này tiện lợi trong trường hợp văn bản có các từ không phải tiếng Việt.
Dấu cũng có thể được sửa bằng cách gõ tiếp ký tự cho dấu khác, như khi gõ "nhafs" sẽ được "nhá".

### ư và ơ
Một số phần mềm gõ tiếng Việt tự động chuyển w thành ư, và W thành Ư và ngoài ra còn có thể sử dụng { thay cho ơ tương tự } = ư, shift + { = Ơ, shift + } = Ư. Tuy vậy, một số bộ gõ không hỗ trợ kiểu gõ nhanh này.

### Thứ tự bỏ dấu và tự động đặt dấu theo chính tả
Trên văn bản viết theo quy ước telex, ký tự biểu thị dấu cho nguyên âm và chữ đ phải đi sát chữ cái nó ảnh hưởng. Khi gõ văn bản máy tính, để phù hợp với thói quen viết, dấu cho nguyên âm và chữ đ có thể được gõ có thể sau cả khi gõ dấu thanh. Ví dụ, gõ "baan" hay "bana" đều cho ra "bân," và "banfa" cũng cho ra "bần." Các dấu thanh nên được gõ ở cuối từ để được đặt đúng vị trí, chẳng hạn để được "hoàn", nên gõ "hoanf" thay vì "hoafn", vì trường hợp sau có thể được hiểu là "*hòan" (sai chính tả). Tuy vậy, hiện nay một số bộ gõ có khả năng tự động điều chỉnh vị trí dấu trên từ cho thích hợp.
Chức năng bỏ dấu theo chính tả áp dụng cho cả các cách gõ theo mã hóa khác như VNI hay VIQR.

## Ưu và nhược điểm so với các bộ gõ khác
Telex có ưu điểm là các phím sinh dấu đều nằm trong phím chữ, việc di chuyển ngón tay là ngắn nên tốc độ gõ nhanh. Kiểu gõ này hiện là một kiểu gõ phổ biến và được đa số phần mềm gõ tiếng Việt hỗ trợ. Tuy nhiên nó cũng có nhược điểm là khá bất tiện khi muốn gõ nhiều từ tiếng Anh song song với tiếng Việt, đặc biệt là trong ngành lập trình. Vì thường hay xảy ra hiện tượng nhầm lẫn do bộ gõ tự động thêm dấu vào từ dẫn đến thông tin sai lệch. Hơn nữa dùng bộ gõ này gõ các ngôn ngữ khác sử dụng kí tự Latin rất tốn thời gian vì phải tốn thêm một bước nữa đó là bấm phím huỷ dấu trong phần lớn trường hợp bộ gõ thêm dấu ngoài ý muốn. Điều này không xảy ra với VNI vì các phím sinh dấu nằm trong hàng phím số.